# No Money
"No Money" is een nummer van de Zweedse muziekduo Galantis. Het nummer kwam uit op 31 maart 2016 van hun tweede studioalbum dat in 2016 zal verschijnen. Het nummer bevat een amen break, ongeveer op 1:44. Het nummer werd een commercieel succes en behaalde de nummer-1 positie in Noorwegen en een plaats binnen de top-10 in de Zweedse hitlijsten.

## Tracklijst
| Nr. | Titel    | Duur |
| --- | -------- | ---- |
| 1.  | No Money | 3:09 |

| Nr. | Titel                           | Duur |
| --- | ------------------------------- | ---- |
| 1.  | No Money (MOTi remix)           | 4:21 |
| 2.  | No Money (Dillon Francis remix) | 4:41 |
| 3.  | No Money (Lucky Charmes remix)  | 4:03 |

| Nr. | Titel                        | Duur |
| --- | ---------------------------- | ---- |
| 1.  | No Money (Curbi remix)       | 3:41 |
| 2.  | No Money (Wuki remix)        | 3:15 |
| 3.  | No Money (Chet Porter remix) | 3:04 |
| 4.  | No Money (Miska K remix)     | 4:01 |

## Hitnoteringen

### Nederlandse Top 40
| Hitnotering: 15-05-2016 t/m 10-09-2016 | Hitnotering: 15-05-2016 t/m 10-09-2016 | Hitnotering: 15-05-2016 t/m 10-09-2016 | Hitnotering: 15-05-2016 t/m 10-09-2016 | Hitnotering: 15-05-2016 t/m 10-09-2016 | Hitnotering: 15-05-2016 t/m 10-09-2016 | Hitnotering: 15-05-2016 t/m 10-09-2016 | Hitnotering: 15-05-2016 t/m 10-09-2016 | Hitnotering: 15-05-2016 t/m 10-09-2016 | Hitnotering: 15-05-2016 t/m 10-09-2016 | Hitnotering: 15-05-2016 t/m 10-09-2016 | Hitnotering: 15-05-2016 t/m 10-09-2016 | Hitnotering: 15-05-2016 t/m 10-09-2016 | Hitnotering: 15-05-2016 t/m 10-09-2016 | Hitnotering: 15-05-2016 t/m 10-09-2016 | Hitnotering: 15-05-2016 t/m 10-09-2016 | Hitnotering: 15-05-2016 t/m 10-09-2016 | Hitnotering: 15-05-2016 t/m 10-09-2016 | Hitnotering: 15-05-2016 t/m 10-09-2016 | Hitnotering: 15-05-2016 t/m 10-09-2016 |
| Week:                                  | 1                                      | 2                                      | 3                                      | 4                                      | 5                                      | 6                                      | 7                                      | 8                                      | 9                                      | 10                                     | 11                                     | 12                                     | 13                                     | 14                                     | 15                                     | 16                                     | 17                                     | 18                                     |                                        |
| -------------------------------------- | -------------------------------------- | -------------------------------------- | -------------------------------------- | -------------------------------------- | -------------------------------------- | -------------------------------------- | -------------------------------------- | -------------------------------------- | -------------------------------------- | -------------------------------------- | -------------------------------------- | -------------------------------------- | -------------------------------------- | -------------------------------------- | -------------------------------------- | -------------------------------------- | -------------------------------------- | -------------------------------------- | -------------------------------------- |
| Positie:                               | 32                                     | 24                                     | 13                                     | 10                                     | 9                                      | 8                                      | 5                                      | 5                                      | 6                                      | 8                                      | 8                                      | 9                                      | 12                                     | 16                                     | 18                                     | 27                                     | 29                                     | 38                                     | uit                                    |

### NederlandseSingle Top 100
| Hitnotering: 23-04-2016 t/m 22-10-2016 | Hitnotering: 23-04-2016 t/m 22-10-2016 | Hitnotering: 23-04-2016 t/m 22-10-2016 | Hitnotering: 23-04-2016 t/m 22-10-2016 | Hitnotering: 23-04-2016 t/m 22-10-2016 | Hitnotering: 23-04-2016 t/m 22-10-2016 | Hitnotering: 23-04-2016 t/m 22-10-2016 | Hitnotering: 23-04-2016 t/m 22-10-2016 | Hitnotering: 23-04-2016 t/m 22-10-2016 | Hitnotering: 23-04-2016 t/m 22-10-2016 | Hitnotering: 23-04-2016 t/m 22-10-2016 | Hitnotering: 23-04-2016 t/m 22-10-2016 | Hitnotering: 23-04-2016 t/m 22-10-2016 | Hitnotering: 23-04-2016 t/m 22-10-2016 | Hitnotering: 23-04-2016 t/m 22-10-2016 |
| Week:                                  | 1                                      | 2                                      | 3                                      | 4                                      | 5                                      | 6                                      | 7                                      | 8                                      | 9                                      | 10                                     | 11                                     | 12                                     | 13                                     | 14                                     |
| -------------------------------------- | -------------------------------------- | -------------------------------------- | -------------------------------------- | -------------------------------------- | -------------------------------------- | -------------------------------------- | -------------------------------------- | -------------------------------------- | -------------------------------------- | -------------------------------------- | -------------------------------------- | -------------------------------------- | -------------------------------------- | -------------------------------------- |
| Positie:                               | 92                                     | 49                                     | 30                                     | 25                                     | 15                                     | 7                                      | 9                                      | 8                                      | 6                                      | 7                                      | 8                                      | 11                                     | 11                                     | 10                                     |
| Week:                                  | 15                                     | 16                                     | 17                                     | 18                                     | 19                                     | 20                                     | 21                                     | 22                                     | 23                                     | 24                                     | 25                                     | 26                                     | 27                                     |                                        |
| Positie:                               | 13                                     | 14                                     | 25                                     | 23                                     | 29                                     | 24                                     | 32                                     | 40                                     | 52                                     | 60                                     | 68                                     | 80                                     | 100                                    | uit                                    |

### NederlandseMega Top 50
| Hitnotering: 08-05-2016 t/m 08-10-2016 | Hitnotering: 08-05-2016 t/m 08-10-2016 | Hitnotering: 08-05-2016 t/m 08-10-2016 | Hitnotering: 08-05-2016 t/m 08-10-2016 | Hitnotering: 08-05-2016 t/m 08-10-2016 | Hitnotering: 08-05-2016 t/m 08-10-2016 | Hitnotering: 08-05-2016 t/m 08-10-2016 | Hitnotering: 08-05-2016 t/m 08-10-2016 | Hitnotering: 08-05-2016 t/m 08-10-2016 | Hitnotering: 08-05-2016 t/m 08-10-2016 | Hitnotering: 08-05-2016 t/m 08-10-2016 | Hitnotering: 08-05-2016 t/m 08-10-2016 |
| Week:                                  | 1                                      | 2                                      | 3                                      | 4                                      | 5                                      | 6                                      | 7                                      | 8                                      | 9                                      | 10                                     | 11                                     |
| -------------------------------------- | -------------------------------------- | -------------------------------------- | -------------------------------------- | -------------------------------------- | -------------------------------------- | -------------------------------------- | -------------------------------------- | -------------------------------------- | -------------------------------------- | -------------------------------------- | -------------------------------------- |
| Positie:                               | 38                                     | 37                                     | 25                                     | 14                                     | 12                                     | 7                                      | 6                                      | 8                                      | 7                                      | 6                                      | 8                                      |
| Week:                                  | 12                                     | 13                                     | 14                                     | 15                                     | 16                                     | 17                                     | 18                                     | 19                                     | 20                                     | 21                                     |                                        |
| Positie:                               | 8                                      | 12                                     | 13                                     | 12                                     | 17                                     | 20                                     | 30                                     | 31                                     | 30                                     | 40                                     | uit                                    |